# Rhodacaridae
Famille
Les Rhodacaridae Oudemans, 1902 sont une famille d'acariens Mesostigmata. Elle contient 20 genres et près de 70 espèces.

## Classification
- Afrodacarellus Hulbutt, 1974
- Afrogamasellus Loots & Ryke, 1968
  - Afrogamasellus Afrogamasellus Loots & Ryke, 1968
  - Afrogamasellus Latogamasellus Karg, 1977
- Dendrolobatus Shcherbak, 1983
- Foliogamasellus Karg, 1977
- Interrhodeus Karg, 2000
- Jugulogamasellus Karg, 1977
- Litogamasus Lee, 1970
- Mediodacarellus d'Antony, 1987
- Mediorhodacarus Shcherbak, 1976
- Minirhodacarellus Shcherbak, 1980
- Orientolaelaps Bregetova & Shcherbak, 1977
- Pachymasiphis Karg, 1996
- Paragamasellevans Loots & Ryke, 1968
- Pararhodacarus Jordaan, Loots & Theron, 1988
- Pennarhodeus Karg, 2000
- Podalogamasellus Karg, 1977
- Poropodalius Karg, 2000
- Protogamasellopsis Evans & Purvis, 1987
- Rhodacarella Moraza 2004
- Rhodacarellus Willmann, 1935
- Rhodacaropsis Willmann, 1935
- Rhodacarus Oudemans, 1902
  - Rhodacarus Multidentorhodacarus Shcherbak, 1980
  - Rhodacarus Rhodacarus Oudemans, 1902
- Solugamasus Lee, 1973